# Gabare-Gletscher
Der Gabare-Gletscher (bulgarisch ледник Габаре lednik Gabare) ist ein 9 km langer und 2,6 km breiter Gletscher im westantarktischen Ellsworthland. In den Petvar Heights der südöstlichen Sentinel Range im Ellsworthgebirge fließt er nordwestlich des Diwdjadowo-Gletschers, nordöstlich des Kopfendes des Carey-Gletschers und südöstlich des Drama-Gletschers in östlicher Richtung, um das Gebirge ostsüdöstlich des Long Peak zu verlassen.
US-amerikanische Wissenschaftler kartierten ihn 1988. Die bulgarische Kommission für Antarktische Geographische Namen benannte ihn 2012 nach der Ortschaft Gabare im Nordwesten Bulgariens.